# Традиционные верования финнов
Традиционные верования финнов — совокупность верований, сложившихся в дохристианскую эпоху и позднее сосуществовавших с христианством в своеобразном симбиозе в течение длительного времени в форме обрядов, поверий, обычаев, в особой словесной культуре, системе табу и нормативных предписаний. Характерными чертами финского язычества являются политеизм, культ предков и связанная с ним вера в колдунов, способных общаться с потусторонним миром. Является частью общей финно-угорской мифологии.

## Космогонический мифи представления об устройстве мира
В финской фольклорной традиции существует множество рассказов о рождении мира, которые формируют важную часть финской народной поэзии. Самым распространенным вариантом мифа является представление о том, что мир был создан из яйца водоплавающей птицы. Когда яйцо упало в воду, оно сформировало землю. Мир в представлении древних финнов был не сферическим, а плоским. Небо над землей называли небосводом, то есть небесным куполом. Финны верили, что этих сводов-куполов несколько. Вид ночного неба со всполохами северного сияния и бесчисленными звездами, одна из которых — Полярная — выделялась своей неподвижностью, вызвал к жизни поверье, что от Полярной звезды до центральной точки мира протянулась «ось мира». Эта мировая ось связывает земной мир с небесным. Вращение земли вокруг этой оси на Севере сформировало огромный водоворот Кинахми («пуп моря»), через который души умерших попадают в страну мертвых Туонелу. Люди считали, что центральная точка мира находится на самом севере земли. Млечный Путь прочно ассоциировался с маршрутом перелётных птиц, которые стремились в юго-западные окраины мира в «страну птиц» (фин. lintukoto), чтобы найти место для зимовки.

## Представления о душе, смерти и загробной жизни

### Душа
Представления о душе человека у финнов-язычников были весьма сложными и своеобразными: они считали, что душа состоит из трёх независимых элементов под названиями хенки, луонто и итсе.
- «Хенки» (фин. henki «жизнь», «дыхание», «дух», иногда «пар») — это жизненная сила человека, проявляющаяся в дыхании, биении сердца, тепле тела. «Хенки» появляется ещё до рождения и покидает человека в момент смерти.
- «Луонто» (фин. luonto «природа») — это дух-защитник, «гений» человека, иногда называемый его «покровителем» (фин. haltija). Считалось, что волевые, сильные духом или иным образом одарённые люди обязаны этими качествами своему «луонто». Слабому «луонто» можно было придать силу и энергию с помощью магии и ритуалов. «Луонто» мог оставить человека, при этом последний не умирал, однако длительное отсутствие этого духовного элемента могло стать причиной серьёзных проблем, например пьянства и других пагубных пристрастий. В отличие от «хенки», «луонто» приобретался не до рождения, а во время имянаречения или в момент появления первых зубов. Именно поэтому новорождённые дети считались особо уязвимыми.
- «Итсе» (фин. Itse «себя», «сам») — это душа, получаемая в момент рождения или несколько дней спустя. Именно эта составляющая определяла личностные особенности, характер человека. Как и «луонто», «итсе» тоже могло покидать живого человека, но его отсутствие было чревато болезнями и горестями. Подавленное состояние объяснялось, в частности, тем, что человек утрачивал своё «итсе». Если признавалось, что человек потерял «итсе» или «луонто» (становился itsetön или luonnoton), например после ранения или шокирующего события, то шаман или волхв мог попытаться установить место пребывания утраченной души и вернуть её назад. Предполагалось, что с помощью магического воздействия можно намеренно отторгнуть «итсе» от тела. «Итсе» могло покидать тело и появляться в качестве призрака-двойника (фин. etiäinen), предвещающего появление человека. В момент смерти человека его «итсе» воссоединялось с душами умерших родственников или, в особых случаях, оставалось среди живых в виде привидения.

### Загробная жизнь
Согласно традиционным верованиям, мёртвые живут в Туонеле — подземном или подводном царстве. Жизнь в Туонеле считалась похожей на жизнь в земном мире, поэтому в ходе погребальных ритуалов в могилу к покойнику клали, к примеру, оружие, еду и украшения. Финны верили в идею посмертного воздаяния, считали, что жизнь на земле влияет на жизнь после смерти, например, если человек проводит дурную жизнь на земле, то он будет спать в Туонеле на каменной постели. Ещё в начале XX века в Карелии почитали души мёртвых , что несколько похоже на отношение православных христиан к святым. Дохристианские религиозные ритуалы, например, оставление еды или питья на могиле у православных карел и восточных финнов, органично вошли в практику общения с умершими. Христианские представления об аде и рае также испытали влияние древних мифологических верований.

### Похоронные ритуалы
Представления о смерти отражались в ряде похоронных обрядов, например в ритуальной остановке похоронной процессии на полпути на кладбище для того, чтобы сделать карсикко, обычно на большой сосне. Карсикко служило, с одной стороны, мемориальным знаком для живых, с другой — служило ритуальным напоминанием умершему о его статусе, если вдруг он пробудится и решит вернуться в мир живых. Лес с карсикко служил символической границей между поселением и территорией кладбища.
После смерти человека проходил переходный период от 30 до 40 дней, во время которого душа отыскивала путь в Туонелу и находила своё место в ней. Во время переходного периода душа могла общаться с живыми родственниками, навещать их в виде призрака или какого-нибудь животного. Это происходило в том случае, если душа чувствовала себя по тем или иным причинам недовольной или несчастной. Чтобы умилостивить душу умершего, ей нужно было воздать ритуальные почести и не говорить о покойнике плохо. Некоторые души, например души внебрачных детей, не могли найти себе успокоения или не могли быть допущены в Туонелу, и поэтому вынуждены были вечно скитаться в определённых местах, оглашая окрестности криками, до тех пор пока кто-нибудь не совершал над ними особые обряды и не хоронил их тела на кладбище.

## Финский языческийпантеон
Финны-язычники верили в то, что миром управляет множество богов. Многие из них отвечали за разные природные сферы, например, Укко почитался как бог неба и грома. Помимо почитания верховных богов, общих для всех финнов вне зависимости от племенных различий, существовали локальные культы малых божеств, олицетворявших те или иные природные объекты.